# Mã Minh
Mã Minh (sa. aśvaghosha, zh. 馬鳴, sinh khoảng năm 80 CN – mất khoảng năm 150 CN) hay A-na Bồ-đề (zh. 阿那菩提, sa. Ānabodhi) là nhà thơ, nhà văn và luận sư Phật giáo Đại thừa người Ấn Độ, sống giữa thế kỉ 1 và 2, được xem là một trong những luận sư quan trọng nhất của Phật giáo. Ông là tổ thứ 12 của Thiền tông Ấn Độ.

## Cuộc đời
Mã Minh sinh ra trong một gia đình theo Bà-la-môn giáo ở Saketa, miền Bắc Ấn Độ. Ông được tổ thứ 10 của Thiền tông Ấn Độ là Bà-lật-thấp-bà (sa. pārśva) giác ngộ và chuyển sang theo Phật giáo. Tác phẩm quan trọng nhất của sư là bộ Hi khúc Xá-lợi tử, Phật sở hạnh tán, bộ Tôn-già-lợi Nan-đà. Sư cũng được xem là tác giả của bộ Đại thừa khởi tín luận. Tác phẩm nổi tiếng nhất của sư là quyển Phật sở hạnh tán (Cuộc đời Đức Phật) thi phẩm nổi tiếng về kể cuộc đời Đức Phật Thích Ca Mâu Ni, được viết bằng thơ Sanskrit. Với thiên tài thi ca Sanskrit vô tiền khoáng hậu, Mã Minh đã góp phần đưa văn học Sanskrit Phật giáo đến đỉnh cao văn chương và triết lý. Và đây cũng là một trong những kiệt tác của văn học phương Đông.
Các tác phẩm của Sư đọc rất dễ hiểu và có nhiều ẩn dụ. Thí dụ như chuyện Tôn-già-lợi Nan-đà "chàng trai tuấn tú Nan-đà" người tuy đã vào chùa đi tu nhưng vẫn còn thương yêu người vợ. Chỉ sau nhiều lần giảng dạy của Phật, chàng mới hết nghiệp yêu thương và sống viễn li. Mã Minh được xem là một trong bốn vị minh triết Phật giáo, được xếp vào "bốn mặt trời chiếu rọi thế giới". Ba vị kia là Long Thụ, Thánh Thiên và Đồng Thụ (sa. kumāralāta, một Đại sư của Kinh lượng bộ).

## Tác phẩm còn lưu lại
Các tác phẩm được liệt kê dưới tên Mã Minh: 
1. Đại thừa khởi tín luận (sa. mahāyānaśraddhotpāda-śāstra);
2. Phật sở hành tán (sa. buddhacarita-kāvya);
3. Đại tông địa huyền văn bản luận (sa. mahāyānabhūmiguhyavācāmūla-śāstra);
4. Đại trang nghiêm kinh luận (sa. mahālaṅkāra-sūtra-śāstra);
5. Ni-kiền tử vấn vô ngã nghĩa kinh;
6. Thập bất thiện nghiệp đạo kinh (sa. daśaduṣṭakarmamārga-sūtra);
7. Sự sư pháp ngũ thập tụng;
8. Lục đạo luân hồi kinh;
9. Hi khúc Xá-lợi tử (sa. śāriputraprakaraṇa);
10. Tôn-già-lợi Nan-đà (sa. saundarananda-kāvya).